# Eurya ryozoana
Eurya ryozoana là một loài thực vật có hoa trong họ Pentaphylacaceae. Loài này được Hatus. mô tả khoa học đầu tiên năm 1951.